# ディヴヤカ
ディヴヤカ（アルバニア語: Divjakë, Divjaka）はアルバニアのフィエル州の基礎自治体と町である。2015年に旧基礎自治体のディヴヤカ、タルブフ、グラブヤン、クラディシュタおよびレマスがこの基礎自治体に合体した。アドリア海の近くにある。2023年に基礎自治体の人口は24,882人であり、町の人口は6,713人だった。
サッカークラブはKFディヴヤカである。